# Lúcio Césio Marcial
Lúcio Césio Marcial (em latim: Lucius Caesius Martialis) foi um senador romano nomeado cônsul sufecto para o nundínio de julho a dezembro de 57 com o imperador Nero.